# Agromyza pratensis
Agromyza pratensis este o specie de muște din genul Agromyza, familia Agromyzidae, descrisă de Joseph Waltl în anul 1837.
Este endemică în Germania. Conform Catalogue of Life specia Agromyza pratensis nu are subspecii cunoscute.